# Intervention Delta
Pour plus de détails, voir Fiche technique et Distribution.
Intervention Delta (titre original : Sky Riders) est un film américain de Douglas Hickox sorti en 1976.

## Synopsis
Pour secourir son ex-femme et ses enfants, kidnappés et séquestrés par des terroristes dans un monastère difficilement accessible des Météores grecques, un homme engage des spécialistes du deltaplane en guise de mercenaires...

## Fiche technique
- Titre original : Sky Riders
- Réalisation : Douglas Hickox, assisté de Brian W. Cook
- Scénario : Jack DeWitt, Stanley Mann et Garry Michael White d'après une histoire de Hall T. Sprague et Bill McGaw
- Directeurs de la photographie : Jim Freeman, Greg MacGillivray et Ousama Rawi
- Montage : Malcolm Cooke
- Musique originale : Lalo Schifrin
- Production : Terry Morse Jr.
- Genre : Film d'action, Aventure
- Pays :  États-Unis
- Durée : 91 minutes
- Dates de sortie :
  - États-Unis : 26 mars 1976 (New York)
  - Allemagne de l'Ouest : 21 mai 1976
  - France : 2 juin 1976

## Distribution
- James Coburn (VF : Georges Aminel) : Jim McCabe
- Susannah York (VF : Arlette Thomas) : Ellen Bracken
- Robert Culp (VF : Jean-Claude Michel) : Jonas Bracken
- Charles Aznavour (VF : Lui-même) : Inspecteur Nikolidis
- Harry Andrews (VF : André Valmy) : Carl Averbach (Auerbach en VO)
- John Beck (VF : Marc de Georgi) : Ben Miller
- Kenneth Griffith (VF : Roger Carel) : Fred Wasserman
- Werner Pochath (VF : Philippe Ogouz) : le premier terroriste
- Anthony Antypas : Dimitri
- Telis Zotos (VF : Georges Poujouly) : le secrétaire de Bracken
- Henry Brown (VF : Daniel Gall) : Martin
- Steven Keats (VF : Jean-Pierre Leroux) : Rudy